# Hausham
Hausham là một đô thị thuộc huyện Miesbach bang Bayern, nước Đức.
Hausham có cự ly 45 km về phía nam Munich, giữa Miesbach và Schliersee. Phía nam bao bọc bởi núi, trong đó có các đỉnh núi Huberspitz (1.052 m) và Neureuth (1.261 m).
Hausham có 13 khu vực dân cư:
| - Abwinkl - Agatharied - Aigner - Althausham | - Haushamer Alm - Holz - Kasten - Moosrain - Rain | - Thal - Tiefenbach - Tratberg - Nagelbach |